# Hoya isabelaensis
Hoya isabelaensis är en oleanderväxtart som beskrevs av Kloppenb., Siar och Ferreras. Hoya isabelaensis ingår i släktet Hoya och familjen oleanderväxter. Inga underarter finns listade i Catalogue of Life.